# Boudry (distrikt)
Boudry var ett distrikt i kantonen Neuchâtel i Schweiz. Det upphörde, liksom övriga distrikt i kantonen, den 31 december 2017.

## Geografi

### Indelning
Boudry var indelat i 12 kommuner när det upphörde:
- Bevaix
- Boudry
- Corcelles-Cormondrèche
- Cortaillod
- Fresens
- Gorgier
- Milvignes
- Montalchez
- Peseux
- Rochefort
- Saint-Aubin-Sauges
- Vaumarcus